# Démétrios Ier (roi séleucide)
Pour les articles homonymes, voir Démétrios.
Ne doit pas être confondu avec Démétrios Ier Poliorcète ou Démétrios Ier (roi de Bactriane).
Démétrios Ier Sôter (« le Sauveur »), en grec ancien Δημήτριος Σωτήρ / Dêmếtrios Sốter, est un roi séleucide ayant régné de 162 à 150 av. J.-C. Il passe sa jeunesse en otage à Rome et parvient à évincer Antiochos V. Roi énergique, il doit faire face à des troubles internes et à l'hostilité de Pergame. Il est vaincu par l'usurpateur Alexandre Balas.

## Biographie

### Captivité à Rome
Né vers 187 av. J.-C., il est le fils (aîné ?) de Séleucos IV et peut-être de Laodicé IV. Il a un frère nommé Antiochos (assassiné vers 170) et au moins une sœur nommée Laodicé, qui épouse Persée, roi de Macédoine. Vers 176-175, en vertu de la paix d'Apamée, son père est contraint de l'envoyer comme otage à Rome où il remplace son oncle, Antiochos IV. Il y reste près d’une quinzaine d'années, car après l'assassinat de son père par Héliodore, Antiochos IV usurpe le trône en 175.
Le garder captif constitue pour les Romains un bon moyen de l'écarter du trône et d'en faire un instrument de pression sur Antiochos IV, si celui-ci se révèle indocile. Rester à Rome permet aussi à Démétrios d'échapper aux menées de son oncle qui assassine son frère en 170. Sa captivité est dorée, car les Romains veillent à son train de vie. Il noue d'utiles relations et semble avoir été proche de la faction des Scipions et de l'historien Polybe. Celui-ci en parle avec sympathie et nous le décrit comme un prince beau (la statue d'un « roi hellénistique » au Palais Massimo alle Terme à Rome le représenterait), actif et soucieux de sa dignité, à l'inverse de tant de princes orientaux. Cependant, Polybe ne cache pas ses défauts, dont son alcoolisme.

### Conquête du pouvoir
À la mort d'Antiochos IV, en 164, Démétrios fait valoir au Sénat romain ses droits à la succession. Mais les sénateurs préfèrent voir sur le trône un mineur, Antiochos V, avec à ses côtés un régent impopulaire, Lysias, plutôt qu'un prince dynamique, fils d'un roi qui a été leur ennemi. Après l'assassinat à Laodicée du légat Cnaeus Octavius (vers 163-162), Démétrios réclame à nouveau la couronne au Sénat qui l'éconduit une nouvelle fois. Il s'évade alors, avec la complicité de certains sénateurs et de Polybe. Débarqué à Tripoli-de-Phénicie, il gagne Antioche et laisse mettre à mort Antiochos V et Lysias (162). Mais le Sénat, mécontent, tarde à le reconnaître en 160.

### Règne

#### Révolte de Timarque
Démétrios est un roi énergique mais contesté. Soucieux de restaurer l'État séleucide, il rencontre rapidement des oppositions intérieures. Autoritaire, orgueilleux et alcoolique, il s'attire la haine des habitants d'Antioche qui regrettent les libéralités d'Antiochos IV. Misanthrope, Démétrios quitte sa capitale pour s'isoler dans une forteresse.
Les partisans d'Antiochos IV, nombreux dans l'armée et l'administration, tentent bientôt leur revanche. Deux frères, les Milésiens Timarque et Héraclide, se distinguent. Le premier a été chargé d'importantes missions diplomatiques par Antiochos IV et a noué des contacts à Rome. Le second est chargé des finances royales. La destitution d'Héraclide par Démétrios incite les deux frères à agir : Héraclide s'enfuit et plaide la cause de son frère auprès du Sénat romain, qui se montre favorable à leur entreprise. Encouragé, Timarque, qui est alors gouverneur des satrapies supérieures, s'allie au roi d'Arménie Artaxias Ier et se proclame Grand roi, comme l'attestent des monnaies qu'il fait frapper. Il envahit la Mésopotamie où il se montre tyrannique. Démétrios réagit vigoureusement, marche contre l'usurpateur qui vaincu et tué.
L'issue de la révolte est donc heureuse pour Démétrios : le Sénat est alors obligé de le reconnaître (vers 160) et les Babyloniens lui décernent le surnom de Sôter (« Sauveur »)[réf. nécessaire]. Mais il est possible que la répression de la révolte ait eu des répercussions en Médie, ce qui pourrait expliquer l'effondrement de la domination séleucide face aux Parthes, dix ans plus tard.

#### Troubles en Judée
Dès son avènement, Démétrios entend réprimer le soulèvement des Juifs qui s'éternise. En 160 av. J.-C. , le stratège Nicanor est battu et tué par Judas Maccabée, mais celui-ci est à son tour tué lors d'une expédition punitive commandée par Bacchidès. Pendant deux ans l'ordre est rétabli jusqu'à ce que le parti helléniste tente de se débarrasser de Jonathan qui commande les Juifs irréductibles. Bacchidès finit par négocier et prend fait et cause pour Jonathan (152).

#### Affaires de Cappadoce
Au moment de son avènement, Démétrios propose la main de sa sœur Laodicé, veuve de Persée, à son cousin, le roi de Cappadoce Ariarathe V qui refuse prudemment pour ne pas mécontenter Rome. Soucieux de se venger, Démétrios soutient contre lui son frère Orophernès (158 av. J.-C.). Eumène II de Pergame appuie le rétablissement d'Ariarathe et chasse Orophernès qui trouve refuge à Antioche en 156. Estimant ne pas avoir été assez soutenu, celui-ci ne tarde pas à intriguer pour soulever la capitale contre Démétrios. Brouillé avec la Cappadoce, Démétrios provoque aussi inutilement Ptolémée VI en tentant de mettre la main sur Chypre.

#### Fin du règne
La conjonction des intérêts de Pergame, de la Cappadoce et de l'Égypte lagide provoque la chute de Démétrios. Pergame n'a jamais accepté que le trône séleucide reviennent à la branche aînée en la personne de Démétrios qui est hostile à la mémoire d'Antiochos IV, attaché à Eumène II, d'autant plus que Démétrios a tenté de mettre un homme à lui sur le trône de Cappadoce, voisine de Pergame. Ayant déniché un aventurier, nommé Balas, qui se proclame fils d'Antiochos IV, le roi de Pergame Attale II l'envoie à Rome plaider sa cause auprès du Sénat. Le ministre Héraclide agit également en faveur de l'usurpateur auprès des Romains. Démétrios envoie vainement son fils aîné, le futur Démétrios II, plaider sa cause auprès des Sénateurs. Assuré du soutien romain, Balas, qui a pris le nom d'Alexandre, débarque à Ptolémaïs Akkè en 152. Les deux adversaires tentent de se concilier les Juifs et leur chef Jonathan qui finit par se rallier à Balas malgré les privilèges accordés par Démétrios. Celui-ci lutte courageusement, mais il est vaincu et tué à l'hiver 151-150.

## Généalogie et postérité
L'épouse de Démétrios s'appelle Laodicé. L'identité de la reine n'est pas certaine : est-ce une fille de Philippe V de Macédoine et donc une sœur de Persée ? Est-ce, plus probablement, Laodicé V, une fille de Séleucos IV, veuve de Persée ou une autre fille de Séleucos IV ? Démétrios l'épouse après avoir vainement proposé sa main à Ariarathe V de Cappadoce. En un peu plus de dix ans de mariage, Laodicé donne au moins trois fils à son époux : Démétrios II, Antiochos VII et Antigone. Laodicé et Antigone sont tués après la mort de Démétrios ; mais les deux aînés, envoyés en sécurité à l'étranger, survivent et accèdent au pouvoir après l'élimination d'Alexandre Balas.
En 1919, Constantin Cavafy consacre le poème Démétriou Sôtéros à la vie de Démétrios.

## Sources antiques
- Polybe, Histoires [détail des éditions] [lire en ligne].